# Ceremonial
Ceremonial è l'undicesimo album in studio del gruppo musicale tedesco Pink Cream 69, pubblicato nel 2013.

## Tracce
1. Land of Confusion – 4:40 (Alfred Koffler, Dennis Ward)
2. Wasted Years – 3:55 (Koffler, Ward)
3. Special – 4:02 (Ward)
4. Find Your Soul – 3:42 (Koffler, Ward)
5. The Tide – 4:13 (Ward)
6. Big Machine – 4:01 (David Readman, Ward)
7. Let the Thunder Roll – 3:38 (Ward)
8. Right from Wrong – 3:33 (Readman, Uwe Reitenauer)
9. Passage of Time – 4:27 (Koffler, Ward)
10. I Came to Rock – 4:30 (Koffler, Ward)
11. King for One Day – 4:05 (Readman)
12. Superman – 4:35 (Koffler, Ward)

## Formazione
- David Readman – voce
- Alfred Koffler – chitarra
- Uwe Reitenauer – chitarra
- Dennis Ward – basso, cori
- Chris Schmidt – batteria